# Hernando de Loaysa
Hernando de Loaysa (o Fernando) fue un alfarero-ceramista dedicado sobre todo a la azulejería, oriundo de Talavera de la Reina; pertenecía a una familia de ceramistas que fueron emparentándose entre sí. El alfarero Antonio Díaz fue su suegro; el alfarero Juan Fernández de Oropesa fue su yerno. Trabajó en Talavera, Valladolid y Portugal. Sus azulejos y diseño de los temas llegaron a tener renombre y fama por lo que a lo largo de su vida no dejó de firmar contratos de trabajos que realizaría en sus talleres, sobre todo en los de Talavera y Valladolid.

## Obra artística
La primera noticia que se tiene hasta el momento sobre su trabajo es de 1586, cuando abrió un taller en la ciudad castellana de Valladolid para hacer frente a los encargos que había recibido en esa ciudad. Ese mismo año, el obispo de Palencia, Álvaro Mendoza (1577 - 1586), le contrató para que realizara el altar de una iglesia dedicada a San Pedro. En el contrato Loaysa se compromete a hacer los azulejos «en su taller de Valladolid».

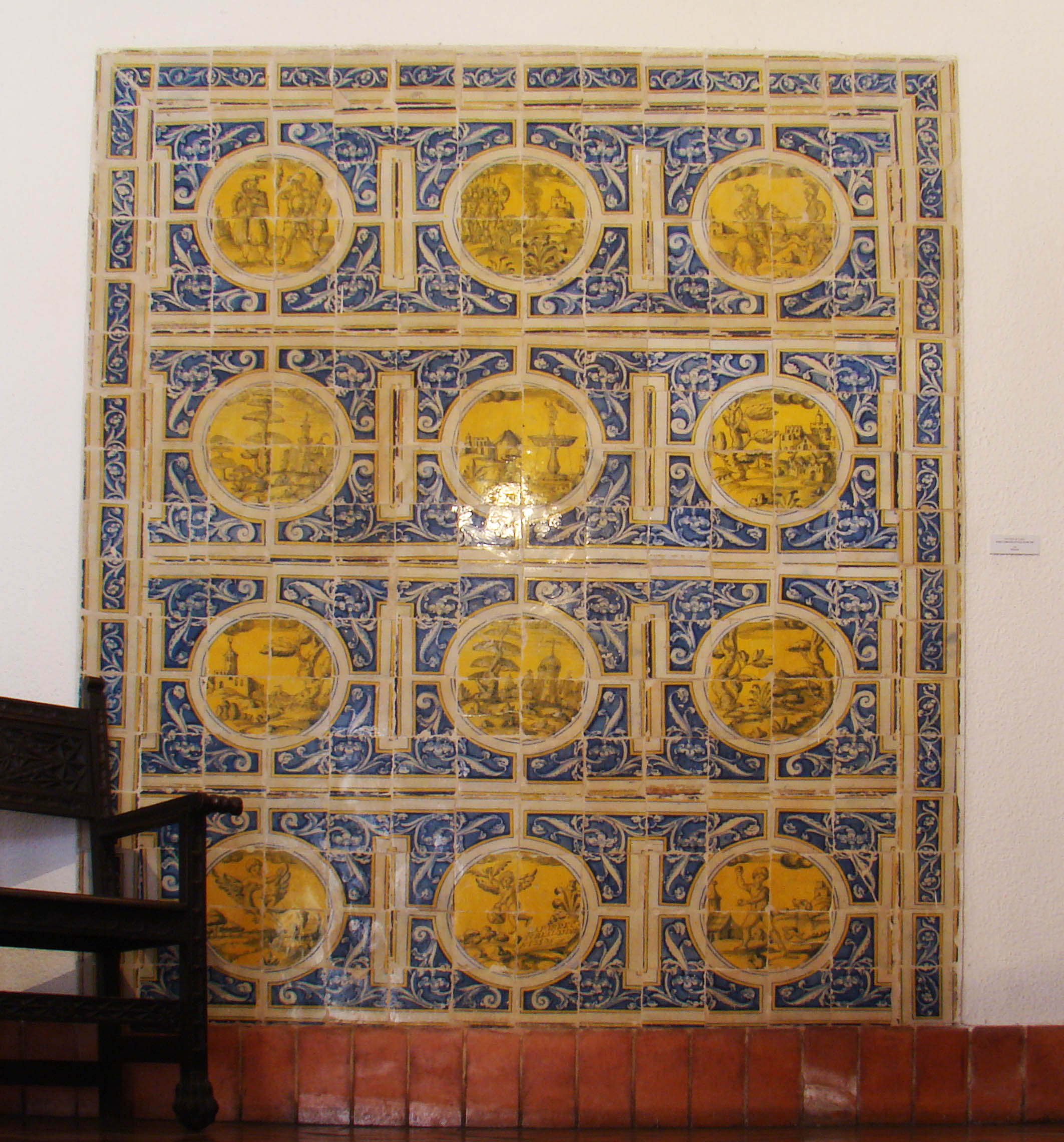
Panel del palacio de Fabio Nelli que se conserva en el Museo de Valladolid.

En ese mismo año llevó a cabo dos trabajos de suma importancia (ambos en esta misma ciudad): uno para el colegio de San Gabriel —ya desaparecido— y otro para el palacio del banquero Fabio Nelli. La obra realizada en este palacio supuso una novedad en el arte de la azulejería, sobre todo en lo referente a los temas de decoración con escenas mitológicas, con paisajes y dibujos geométricos elegidos con absoluta libertad, fuera ya de los temas de devoción impuestos por los conventos. Aplicó además la moda de utilizar los emblemas como decoración, moda que se siguió empleando a lo largo del barroco.

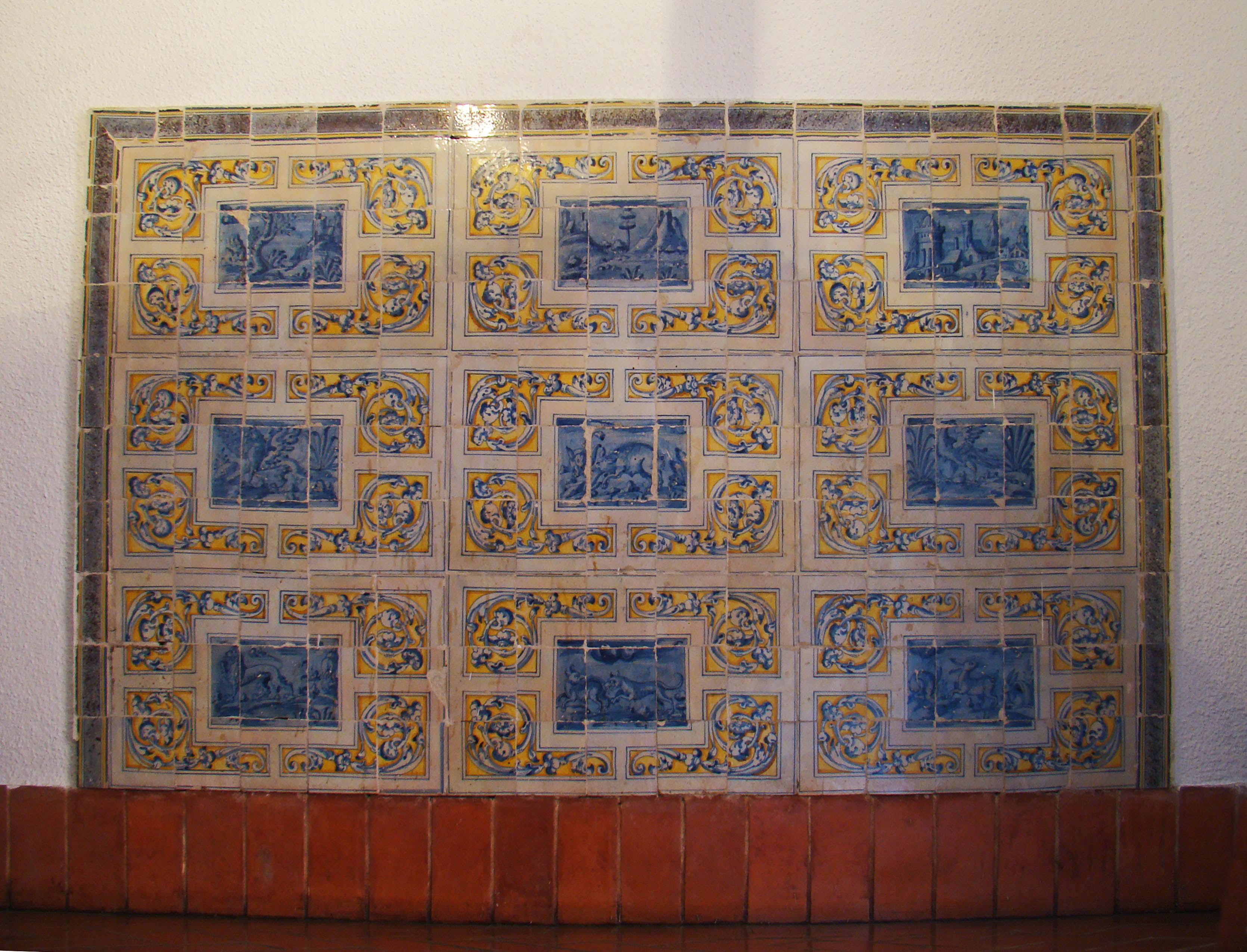
Panel del palacio de Fabio Nelli que se conserva en el Museo de Valladolid.

En 1595 Loaysa se trasladó a Talavera para realizar la decoración de la sala de Linajes del palacio que el duque del Infantado tenía en Guadalajara. El contrato pedía que la obra se hiciera de compartimentos —como el azulejado del palacio de Fabio Nelli—, compuestos por 8.000 azulejos. Sólo se conservan unas fotografías y la descripción pues la obra fue destruida durante la guerra civil española.
En 1602 Loaysa firmó un contrato comprometiéndose a ejecutar los azulejos de la casa de Juan López de Velasco, almirante de Castilla. El panel realizado puede admirarse en el palacio de Oropesa.
En el museo arqueológico de Madrid se conservan dos plafones atribuidos a este autor, procedentes del palacio de los duques de Sessa y Altamira ubicado en Torrijos. Tienen el estilo de Loaysa con compartimentos centrales y temas de paisajes, cadenetas y pámpanos.
En Portugal se conserva una de las mejores obras, atribuida a este artista tras los intensos y fructuosos estudios e investigaciones del erudito J.M. dos Santos Simoes. Se trata de la azulejería del palacio de Vila Viçosa en las salas del Gigante Goliat y de la Medusa. La obra fue realizada en 1603 con motivo de la boda de Teodosio II, duque de Braganza, que casó con Ana de Velasco, hija de Juan Fernández de Velasco y Tovar, que a su vez era cliente de Loaysa. En las dos salas el diseño es semejante, muy del estilo del artista: los espacios están divididos en compartimentos delimitados por las orlas de ovas y zig-zag clásicas en los trabajos de Talavera. Los colores son el azul, anaranjado y amarillo.